# Pollyanna
Pollyanna é um livro  de Eleanor H. Porter, publicado em 1913 e considerado um clássico da literatura infantojuvenil. O livro fez muito sucesso, até que a autora veio a publicar, em 1915, uma continuação chamada Pollyanna Grows Up (no Brasil, "Pollyanna Moça"). Mais onze edições de Pollyanna se seguiram, muitas delas escritas por Elizabeth Borton ou Harriet Lummis Smith. A mais recente publicação de Pollyanna foi feita pela editora Ciranda Cultural em 2018.

## Personagens
- Pollyanna: protagonista, órfã de pai e mãe com 11 anos de idade.
- Miss Polly: tia de Pollyanna.
- Dr. Chilton: médico que conseguiu ajudar Pollyanna e casou com Miss Polly

- Dr. Hantom: veio de Nova Iorque para tentar resolver o caso de Pollyanna
- Jimmy: menino, órfão como Pollyanna. Ela o encontrou na rua e arranjou-lhe um lar na casa do senhor Pendlenton.
- Senhor John Pendlenton: homem mais rico da cidade, solteirão e que vivia sozinho em uma mansão.
- Nancy: empregada da senhorita Polly.
- Senhora Snow: pobre senhora que, quando conheceu Pollyanna, "saiu" de um quarto escuro e sombrio para um quarto lindo e maravilhoso abrindo janelas e cortinas.
- Milly: Filha da senhora Snow, que vive com ela.

Observação: em algumas traduções do livro, a maioria dos nomes é aportuguesada. Exemplos: Pollyanna - Poliana; Polly - Paulina; Mrs. Snow - Dona Maria etc..

## Sinopse
Pollyanna, uma menina de onze anos, após a morte de seu pai, um missionário pobre, se muda de cidade para ir morar com uma tia rica e severa que não conhecia anteriormente. No seu novo lar, passa a ensinar às pessoas o "jogo do contente" que havia aprendido com o seu pai. O jogo consiste em procurar extrair algo de bom e positivo em tudo, mesmo nas coisas aparentemente mais desagradáveis. O jogo foi inventado por seu pai, numa ocasião em que ela queria uma boneca,mas recebeu apenas muletas numa barrica de missionário,daí seu pai disse que ela deveria ficar contente por não precisar usar muletas,logo ela aprendeu o jogo do Contente,e começou a jogar.Por exemplo  Uma vez eu tinha pedido bonecas e ganhei muletas. Mas fiquei feliz porque não precisava delas.Este é um trecho do livro Pollyana.
Pollyanna começa a conhecer os vizinhos da velha mansão de sua Tia Polly,ela conhece John Pendleton, um homem misterioso e solitário que era rico e morava em Colina de Pendleton. Pollyanna descobre que Pendleton teve um caso amoroso com sua mãe,antes dela conhecer o missionário que era pai dela. Ela também conhece a Sra. Snow, uma velha inválida que tem uma filha chamada Milly,e vivia a reclamar da vida. Nancy, a empregada fofa da casa de sua tia,vira sua amiga,um dia,Nancy dá a Pollyanna a tarefa de levar géleia de mocotó para a Sra.Snow(visto que ela era inválida e era membro da mesma paróquia de sua tia),ao chegar no quarto da Sra.Snow,ela vê a inválida no escuro,assim que ela abre as cortinas,a inválida começa a reclamar da geleia,e diz que queria comer galinha ou refogado de carneiro.Aos poucos, Pollyanna ensina o jogo do Contente para a Sra. Snow e ela para de reclamar. 
Pollyanna também conhece um menino Órfão abandonado chamado Jimmy Bean, e eles se tornam grandes amigos. Por onde vai, Pollyanna espalha alegria e contentamento e assim consegue fazer muitos amigos. O velho jardineiro Tom, que trabalha há anos na velha mansão de Miss Polly Harrington, a tia de Pollyanna, diz ter conhecido a mãe da menina,antes dela casar-se com o pastor e morrer.O velho Tom é pai de Timothy, um rapaz que trabalha na mansão dos Harrington. Pollyanna vive diversas aventuras,conhece o Dr.Chilton, um médico, que viria a se casar com sua Tia Polly. 
Em dado momento da história, Pollyanna é atropelada por um carro, e perde o movimento das pernas. Ela fica aflita e triste, pensando que não vai poder andar mais. Muitos de seus amigos ficam sabendo do que aconteceu com ela, e vão visitá-la na casa de sua tia Polly. Pollyanna não consegue jogar o jogo do Contente. Sua tia, então, fica emocionada por ver sua sobrinha tão triste e desmotivada, ela chama o Dr.Warren, um médico de Nova York, para tratar da menina.
Pollyanna é enviada para o sanatório, para passar por um tratamento,e aos poucos, os movimentos de suas pernas voltam. No final, Pollyanna escreve uma carta para sua tia Polly(sua tia se casou com o Dr. Chilton), na carta ela fala que está começando a voltar a andar normalmente, e promete que logo voltará para casa, ela fica contente por saber sobre o casamento de sua tia, e também por saber que o Sr. Pendleton adotou Jimmy Bean. Pollyanna ganhou um novo tio, o fofo médico Thomas Chilton.

## Traduções em língua portuguesa
- Pollyanna (Pollyanna), escrito por Eleanor H. Porter em 1913, foi publicado no Brasil pela Companhia Editora Nacional, na Coleção Biblioteca das Moças (volume 89), com 1ª edição em 1934, a 6ª em 1958.[1] A partir da 7ª edição, foi publicado de forma avulsa. A tradução é de Monteiro Lobato[2].
- Pollyanna Moça (Pollyanna Grows Up), escrito por Eleanor H. Porter em 1915, foi publicado pela Companhia Editora Nacional, na Coleção Biblioteca das Moças (volume 93), com 1ª edição em 1934 e a 6ª em 1958.[3] A partir da 7ª edição, foi publicado avulso. A tradução é de Monteiro Lobato.

## Adaptações

### Cinema
Em 1920, foi lançado o primeiro filme baseado no livro, com Mary Pickford e dirigido por Paul Powell, um clássico do cinema mudo. Em 1960, foi lançado o filme Pollyanna, dirigido por David Swift e com Hayley Mills no papel-título e Jane Wyman no papel de tia Polly.

### Televisão
- Em 1954 a Rede Tupi levou ao ar a primeira telenovela infantil do mundo, Pollyana contendo 12 capítulos. A novela era exibida duas vezes por semana, foi protagonizada por Verinha Darcy.
- Em 1956 Tatiana Belincky adaptou uma nova versão, estreando em 9 de outubro de 1956 Pollyana, contendo 60 capítulos e sendo protagonizado novamente por Verinha Darcy.[6] Na época ainda não existia um método de gravação de videoteipe, sendo que a novela era transmitida ao vivo.[7].[8]
- Em 2018 o SBT iniciou a terceira versão da obra, intitulada As Aventuras de Poliana, na qual estreou em 16 de maio trazendo como protagonista Sophia Valverde.[9]

## Utilização naprogramação neurolinguística
Na programação neurolinguística, o livro é utilizado como treinamento de "ressignificação de conteúdo", através do qual o paciente aprende a mudar sua interpretação dos acontecimentos cotidianos, aprendendo a enfatizar o lado positivo e agradável dos fatos, tal como a protagonista Poliana faz no livro com o seu "jogo do contente".